# No Longer Music
No Longer Music („NLM“) ist eine niederländische Punkband um den Frontsänger David Pierce. Zum Ziel gesetzt hat sich die Band, den Christlichen Glauben, vor allem den Glauben an Jesus Christus, in die Rocker-, Drogen- und Hooliganszene zu bringen.
Die Zusammenstellung der Band wird in jedem Jahr neu vorgenommen, David Pierce ist das einzige konstante Mitglied. Alle Bandmitglieder kommen für die Kosten der Tournee selber auf, ein Eintrittsgeld wird in der Regel nicht erhoben.
Auffällig ist bei ihren Live-Auftritten die Verwendung von Kunstblut, Feuer und Blitzen. Einige Male ließ sich der Frontsänger David Pierce auf der Bühne kreuzigen. Nach jedem Konzert folgt eine meist 15-minütige Predigt, die den Fans nahelegt, alten, eingefleischten Glauben und konservatives Verhalten über den Haufen zu werfen und auf Jesus zu vertrauen.

## Diskografie
Folgende Alben, Demos und Singles sind bereits unter den Labels Chrissongs, Pleitegeier und Steiger sowie privater Produktion veröffentlicht worden:
| Jahr | Titel                               | Kommentar          |
| ---- | ----------------------------------- | ------------------ |
| 1986 | Sounds Like Factory                 | 1. Demotape        |
| 1987 | It's Too Loud                       | 2. Demotape        |
| 1988 | Bustin' Through                     | 3. Demotape        |
| 1989 | Thank You, Good Night, We Love You! | 4. Demo Produktion |
| 1991 | No Sex                              | 1. Album           |
| 1993 | Hang by Your Feet and Sing          | 2. Album           |
| 1995 | Passion                             | Rock (Punk) - Oper |
| 1997 | Passion (Album Version)             | Single             |
| 1998 | Primeordial                         | Rock (Punk) - Oper |

## Tourneen und Festivals
NLM ist eine Band, die sehr viele Tourneen veranstaltet und auf vielen Festivals mitgewirkt hat.
| Jahr | Ort                                                      |
| ---- | -------------------------------------------------------- |
| 1988 | Osteuropa                                                |
| 1989 | Skandinavien, Polen                                      |
| 1990 | UdSSR                                                    |
| 1991 | UdSSR - Mongolei                                         |
| 1992 | Europa, USA                                              |
| 1994 | Polen, Vietnam                                           |
| 1995 | Neuseeland, Polen, Deutschland                           |
| 1996 | Neuseeland, USA, Deutschland, Polen, Singapur und Indien |
| 1998 | Neuseeland                                               |
| 2001 | Brasilien, Jamaika, Polen                                |
| 2002 | Brasilien, Polen                                         |
| 2003 | Brasilien                                                |
| 2005 | Brasilien, Chile, Deutschland, Polen                     |
| 2006 | Deutschland, Polen, Türkei                               |
| 2007 | Kirgisistan, Türkei, Island, Deutschland                 |
| 2008 | Polen, Libanon, Türkei, Kroatien, Finnland, Island       |
| 2009 | Libanon, Kroatien, Finnland                              |
| 2010 | USA, Deutschland, Polen                                  |
| 2015 | Europa, Brasilien, Libanon, Neuseeland                   |